# Kaiwo Maru
Le Kaiwo Maru (海王丸) ou T.S. Kaiwo Maru est un ancien navire-école de la marine marchande japonaise. Ce quatre-mâts barque est aujourd'hui un navire musée.

## Histoire
Le Kaiwo Maru (« roi de la mer ») a été construit en 1930 à Kobe sur le chantier naval Kawasaki, en même temps que son sister-ship le Nippon Maru.
La fin de ses travaux s'est effectuée, comme pour le Nippon Maru au chantier naval Ramage et Ferguson Ltd. à Édimbourg en Écosse où a été construit le København.
Depuis 1943, il appartient à la Marine nationale japonaise et navigue essentiellement sur l'Océan Pacifique, faisant divers voyages aux États-Unis et Hawaï.
Pendant la Seconde Guerre mondiale, il est transformé en navire de fret pour l'effort de guerre dans les eaux japonaises. Après la guerre, il réalise le rapatriement de ressortissants japonais, civils comme militaires. 
En 1952, il est regréé en quatre-mâts barque, repeint en blanc et reprend son activité de navire-école dans le Pacifique.
En presque soixante ans de carrière, le Kaiwo Maru a formé 11 425 marins et a parcouru 1 950 000 km, soit 49 fois le tour de la terre.
En 1989, il est remplacé par le Kaiwo Maru II.

## Navire musée
Depuis 1990, le Kaiwo Maru a rejoint le Kaiwo Maru Park situé à Imizu où il est exposé comme navire musée.